# Биопсихология
Поведенческата неврология, също позната като биологична психология, биопсихология или психобиология е прилагане на принципите на биологията, в частност на невробиологията, за изучаване на умствените процеси и поведението на хората и животните (без примати). Обикновено изследва на нивата на нервите, невротрансмитерите, циркулацията в мозъка основните биологични процеси, които стоят в основата на нормалното и анормалното поведение.
Психобиологът например може да сравни непознато импринтинг поведение при гъските с ранното поведение на привързаност при човешките деца и да създаде теория около тези два феномена. Поведенческите невроучени могат често да се интересуват от измерването на някои биологически променливи, тоест анатомически, физиологически и генетични променливи в опит да ги свърже квантативно (количествено) или квалитативно (качествено) с психологическа или поведенческа променлива и по този начин да допринесе към практиката, основана на доказателства.